# Лунгоч
Лунгоч (рум. Lungoci) — село у повіті Галац в Румунії. Входить до складу комуни Фундень.
Село розташоване на відстані 168 км на північний схід від Бухареста, 42 км на захід від Галаца, 148 км на схід від Брашова.

## Населення
За даними перепису населення 2002 року у селі проживали 562 особи, усі — румуни. Усі жителі села рідною мовою назвали румунську.